# Chili aux Jeux olympiques d'hiver de 1994
Le Chili participe aux Jeux olympiques d'hiver de 1994, qui ont lieu à Lillehammer en Norvège. Ce pays, représenté par trois athlètes en ski alpin, prend part aux Jeux d'hiver pour la onzième fois de son histoire. Les athlètes ne remportent pas de médaille.

## Délégation
Le tableau suivant montre le nombre d'athlètes chiliens dans chaque discipline :
| Sport     | Hommes | Femmes | Total |
| --------- | ------ | ------ | ----- |
| Ski Alpin | 3      | 0      | 3     |
| Total     | 3      | 0      | 3     |

## Résultats

### Ski alpin
| Athlète          | Épreuve  | Final         | Final         | Final    | Final         | Final |
| Athlète          | Épreuve  | Manche 1      | Manche 2      | Manche 3 | Total         | Rang  |
| ---------------- | -------- | ------------- | ------------- | -------- | ------------- | ----- |
| Nils Linneberg   | Downhill |               |               |          | 1 min 49 s 80 | 42    |
| Nils Linneberg   | Super-G  |               |               |          | DNF           |       |
| Nils Linneberg   | Combiné  | 1 min 40 s 84 | 1 min 00 s 36 | DSQ      | DSQ           |       |
| Diego Margozzini | Descente |               |               |          | 1 min 55 s 32 | 49    |
| Diego Margozzini | Combiné  | 1 min 45 s 07 | 59 s 68       | 57 s 64  | 3 min 42 s 39 | 32    |
| Alexis Racloz    | Super-G  |               |               |          | 1 min 41 s 12 | 47    |
| Alexis Racloz    | Combiné  | 1 min 45 s 67 | DNF           |          | DNF           |       |